# 자백의 요구
자백의 요구(requests for admissions 또는 request to admit)은 미국 민사소송법상 제도로 당사자는 다른 당사자에 대하여 청구나 방어방법과 관련하여 문서의 진정성립여부를 포함한 어떠한 사실관계 또는 그 사실관계에 적용될 법률관계에 대하여 자백을 할 것인지 여부를 질문하는 것을 말한다. 당사자로서는 자백, 부인, 자백이나 부인 어느 것도 할 수 없는 상태 , 이의 의 네 가지 항 중의 어느 하나를 하게 된다. 

## 목적
쟁점의 압축을 통하여 재판이 효율적이고 신속하게 진행할 수 있게 하는 것에 기여한다.

## 참고 문헌
- 강일원， 미연방 민사소송절차에 있어 DISCOVERY 제도， 오당 박우동 선생화갑기념 민사재판의 제문제， 제 8권， 민사실무연구회， 1994.
- 송완근， 문서제출명령에 대한 고찰과 증거개시제도， 전남대학교 석사학위논문 2004.
- 김상수， 증거개시제도 (Discovery) 란 무엇인가?， 시민과 변호사， 서울지방변호사회， 2004년 3 월호.